# كومبق
مديرية كومبق هي مديرية تقع في ولاية سلاغور في ماليزيا . أسست كمديرية في 1 فبراير 1974، وهو نفس اليوم الذي تم فيه إعلان كوالالمبور ولاية اتحادية. يحد كومبق كوالالمبور من الجنوب الشرقي ومرتفعات جنتنغ من الشرق. تقع كل من كومبق وكوالالمبور، إلى جانب بعض المناطق الأخرى في سلاغور، داخل وادي كلاغ.
بها الحرم الجامعي الرئيسي للجامعة الإسلامية الدولية في ماليزيا أيضًا بالإضافة إلى كهوف باتو . تعد كومبق أيضًا موطنًا لمستوطنة أورانغ أسلي الأصلية، وبها متحف أورانج أسلي.
يندمج نهر كومبق مع نهر كلاغ الأكبر في كوالالمبور. مكان التقاء النهرين هو مسقط رأس كوالالمبور، ويقع المسجد الجامع في مركز الالتقاء.

## التركيبة السكانية
يستند ما يلي إلى تعداد 2010 لدائرة الإحصاء الماليزية.
| الجماعات العرقية في كومبق، تعداد 2010 | الجماعات العرقية في كومبق، تعداد 2010 | الجماعات العرقية في كومبق، تعداد 2010 |
| عِرق                                   | سكان                                  | نسبة مئوية                            |
| ------------------------------------- | ------------------------------------- | ------------------------------------- |
| بوميڤوترا                             | 396،012                               | 62.9٪                                 |
| صينىون                                | 147488                                | 23.4٪                                 |
| هنود                                  | 76773                                 | 12.2٪                                 |
| آخرون                                 | 9698                                  | 1.5٪                                  |
| المجموع                               | 629971                                | 100٪                                  |

كومبق لديها واحدة من أكبر مجتمعات الهوي المسلمة في ماليزيا. ما يقرب من 60 ٪ من الصينيين الهوي يعيشون في كومبق.